# 北見情報ビジネス専門学校
北見情報ビジネス専門学校 （きたみじょうほうビジネスせんもんがっこう）とは、北海道北見市にある私立の専修学校。運営母体は、学校法人栗原学園。系列校に北見商科高等専修学校、オホーツク社会福祉専門学校がある。

## 概要
- 就業年数が2年である総合事務学科、及び情報通信科を卒業すると、大学3年次編入が可能な認定校である。
- 毎年4月に栗原学園3校合同で入学式が開かれる。
- 日商簿または全経簿記1級、全経電卓8段以上、もしくは珠算5段以上を取得している場合、半額の授業料で入学できる特待生制度を設けている。
- 北見市やその周辺の自治体・企業への就職が多い。

## 沿革
- 1979年（昭和54年） - 「北見商科専門学校」に「経理専攻科」、「秘書実務科」を設置。
- 1985年（昭和60年） - 校舎落成。
- 1985年（昭和60年） - 開校。無料就業紹介所の認定を受ける。
- 1992年（平成4年） - 「ビジネス会計科」に「公務員受験コース」及び、「経理実務コース」を設置。
- 1995年（平成7年） - 「専門士」の称号付与学校に認定。
- 2000年（平成12年） - 「医療事務コース」を廃止。

## 設置学科
- 総合事務科（2年制・昼間）
- 情報通信科（2年制・昼間）
- 行政事務科（1年制・昼間）

## 所在地
- 北見市常盤町3丁目14番地18号